# Radovan (priimek)
Radovan je priimek več znanih Slovencev:
- Aleksander Radovan (1926—1993), pravnik, univ. profesor, strok. za delovno in socialno pravo
- Dalibor Radovan (*1960), geodet, katograf
- Danijela Makovec Radovan, pedagoginja (FF UL)
- Ferdinand Radovan (1936/7?—2009), hrvaško-slovenski operni pevec, baritonist
- Lela Radovan (r. Hafner) (*1929), pevska pedagoginja hrv. rodu v Ljubljani
- Mario Radovan (*1953), hrvaški informatik, sodel. IJS
- Marko Radovan, andragogik, prof. FF UL
- Norina Radovan (*1966), operna pevka, sopranistka
- Rebeka Radovan, operna pevka, sopranistka
- Sandi Radovan, arhitekt, oblikovalec, ilustrator, fotograf, pesnik